# イスラマバード駅
イスラマバード駅（イスラマバードえき、ウルドゥー語: اسلام آباد ریلوے اسٹیشن 、英: Islamabad railway station）は、パキスタン・イスラム共和国の連邦首都イスラマバード市I-9地区にある駅である。
以前は、マルガラ駅 (Margalla railway station) であった。
当駅は1979年に開設され、イスラマバード - ラーワルピンディー間で鉄道シャトルが運行開始した。
財政的な損失および当駅の閉鎖となった年に、シャトルは運行休止となった。
1988年に、貨物列車サービスが当駅から運行開始された。
2009年5月に、当駅はイスラマバード駅として改称および再開業した。
最近の2015年5月15日には、「グリーンライン (GreenLine)」という名の新急行列車が導入されている。
その列車は毎日、イスラマバード（マルガラ）からカラチへ、カラチからイスラマバード（マルガラ）へと運行されており、途中のハイデラバード、ローリ、ハーネーワール、ラホールおよびラーワルピンディーに停車する。
イスラマバードのマルガラ駅へのグリーンライン列車は、午後10時にカラチ・カントンメント駅を出発し、その翌日の午後8時に当駅に到着する予定となっている。
途中のラホールでは、30分程度停車する。
イスラマバードのマルガラ駅からの列車は、午後3時に当駅を出発し、その翌日の午後1時にカラチ・カントンメント駅に到着する予定となっている。
大人用の片道運賃には5,500ルピーが掛かり、子供用の運賃には4,100ルピーが掛かる。
グリーンライン列車は、イスラマバードからカラチまで運行されている最速の列車となっている。